# Sericostoma ida
Sericostoma ida är en nattsländeart som beskrevs av Füsun Sipahiler 2000. Sericostoma ida ingår i släktet Sericostoma och familjen krumrörsnattsländor. Inga underarter finns listade i Catalogue of Life.